# Keizerlijk-Koninklijk Oostenrijks-Hongaars Ereteken voor Kunst en Wetenschap

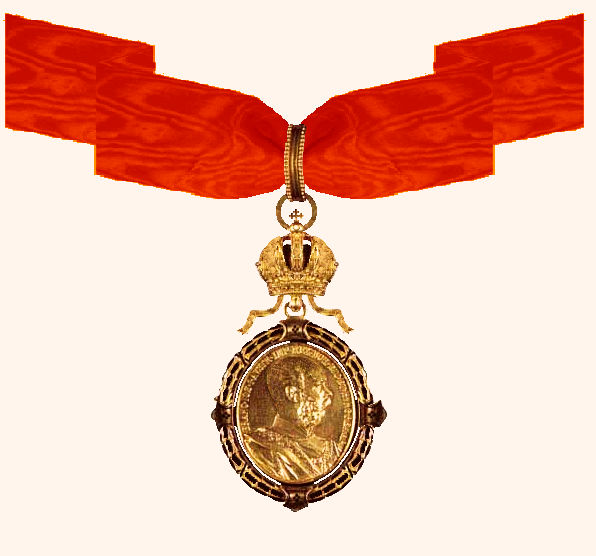
Ereteken

Het Keizerlijk-Koninklijk Oostenrijks-Hongaars Ereteken voor Kunst en Wetenschap (Duits: "K.u.K. Österreichisch-Ungarisches Ehrenzeichen für Kunst und Wissenschaft" of "Österreichisch-Ungarischen Ehrenzeichen für Kunst und Wissenschaft") was een instelling van het in personele unie verenigde Keizerrijk Oostenrijk en het Apostolisch Koninkrijk Hongarije. De op 18 augustus 1887 door Keizer Frans Jozef I ingestelde Ridderorde verving de in 1835 ingestelde grote en kleine medaille voor Kunst en Wetenschap. Deze medaille kon niet worden gedragen en medailles die niet draagbaar zijn worden minder gewaardeerd dan "lintjes".
Het gouden Ereteken werd daarentegen aan een vuurrood lint om de hals of, door dames, aan een strik op de schouder, gedragen. Een van de dragers was Samuel Morse.
Voorbeeld was het in Duitsland geliefde kleinood van de Pruisische Orde Pour le Mérite pour des Lettres et des Arts, een onderscheiding die voor kunstenaars en wetenschappers was ingesteld en al snel veel aanzien verwierf. Ook deze onderscheiding werd om de hals gedragen. Het Keizerlijk-Koninklijk Oostenrijks-Hongaars Ereteken voor Kunst en Wetenschap kreeg niet de democratische structuur van de Duitse orde die het karakter van een geleerd en kunstzinnig genootschap heeft en waarin de leden zélf de opengevallen plaatsen vullen door voordrachten te doen. Het Keizerlijk-Koninklijk Oostenrijks-Hongaars Ereteken voor Kunst en Wetenschap werd door de Oostenrijkse regering en de Apostolisch Hongaarse regeringen toegekend.

## Het kleinood van de Orde
Het juweel is een gouden medaillon met het portret van de Keizer in het gewaad van de Orde van het Gulden Vlies.Daaromheen staat "FRANC.IOS.AVSTR.IMP.REX.BOH.ETC.HUNG.REX.AP. (Latijn voor:Frans Jozef Oostenrijks Keizer Boheems Koning Apostolisch Hongaars Koning"). De lauwerkrans is zwart gemaakt en op de keerzijde staat (in het Latijn) "Voor kunst en wetenschap".
In het Apostolisch Koninkrijk Hongarije was Latijn de officiële taal van de centrale overheid, maar overal in Europa werden Latijnse opschriften op orden en medailles geplaatst.
De als verhoging aangebrachte Rudolfinische Keizerskroon is van goud en met purper gevoerd.
Er zijn geen eretekens met het portret van Fans Jozefs opvolger Karel I van Oostenrijk bekend.
In 1918 werd het Ereteken door de Republiek Oostenrijk afgeschaft.Die Republiek Oostenrijk stelde in 1934 een "Oostenrijks Ereteken voor Kunst en Wetenschap" in en de Bondsrepubliek Oostenrijk kwam in 1955 heel fantasievol met een "Oostenrijks Ereteken voor Wetenschap en Kunst" in drie klassen. Hongarije kent of kende geen opvolger van dit erekruis.

## Dragers

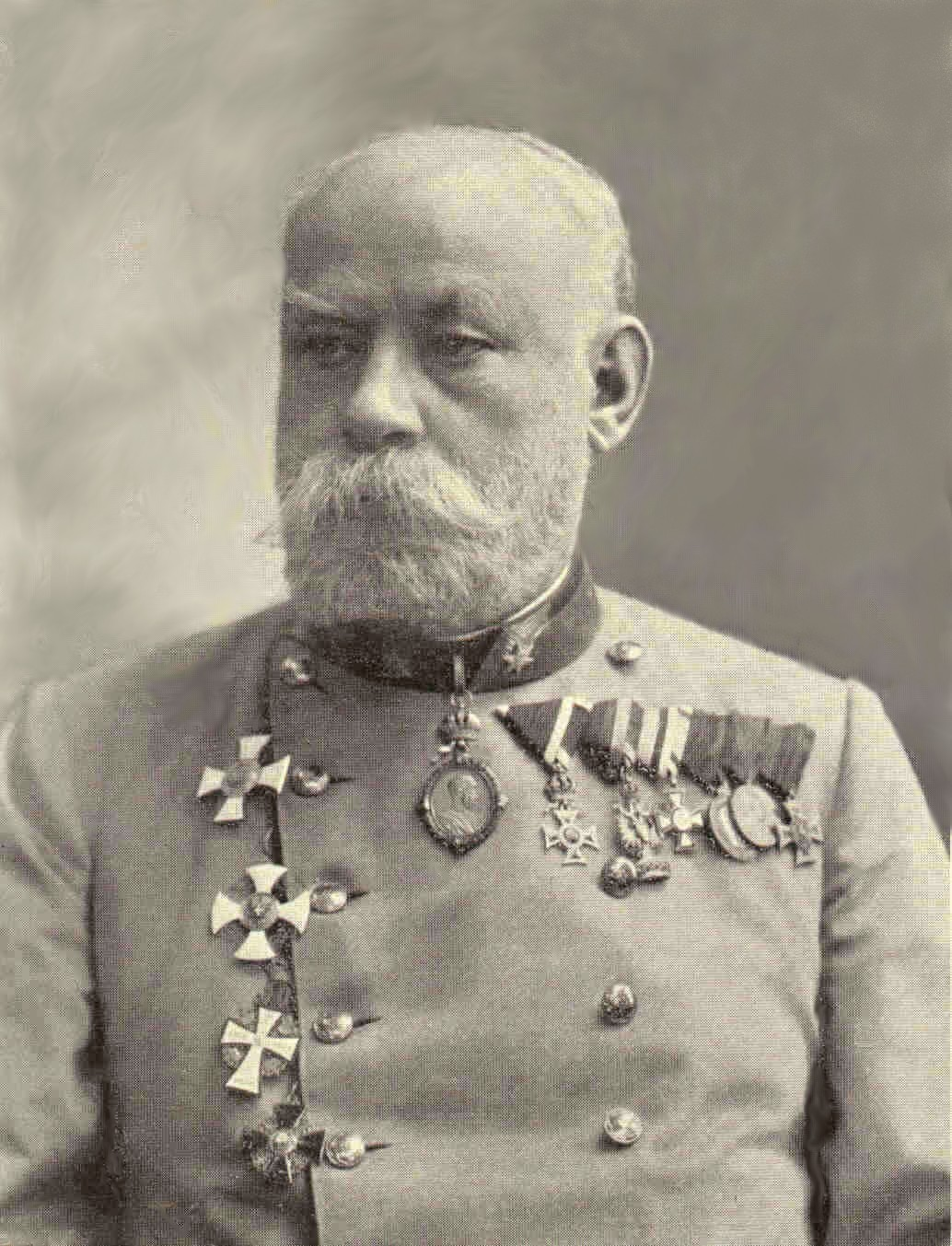
De cartograaf Robert von Daublebsky met het Ereteken

Dit ereteken had niet het verenigende karakter van een ridderorde en de gedecoreerden verkregen niet de titel "ridders". Men kan daarom alleen van dragers en draagsters spreken.
- Johannes Brahms, componist (1896)
- Koningin Elisabeth van Roemenië op 28 september 1896 ontving de dichtende vorstin het ereteken met briljanten.
- Marie von Ebner-Eschenbach, schrijfster (1899)
- Robert von Daublebsky, cartograaf